# 왕비

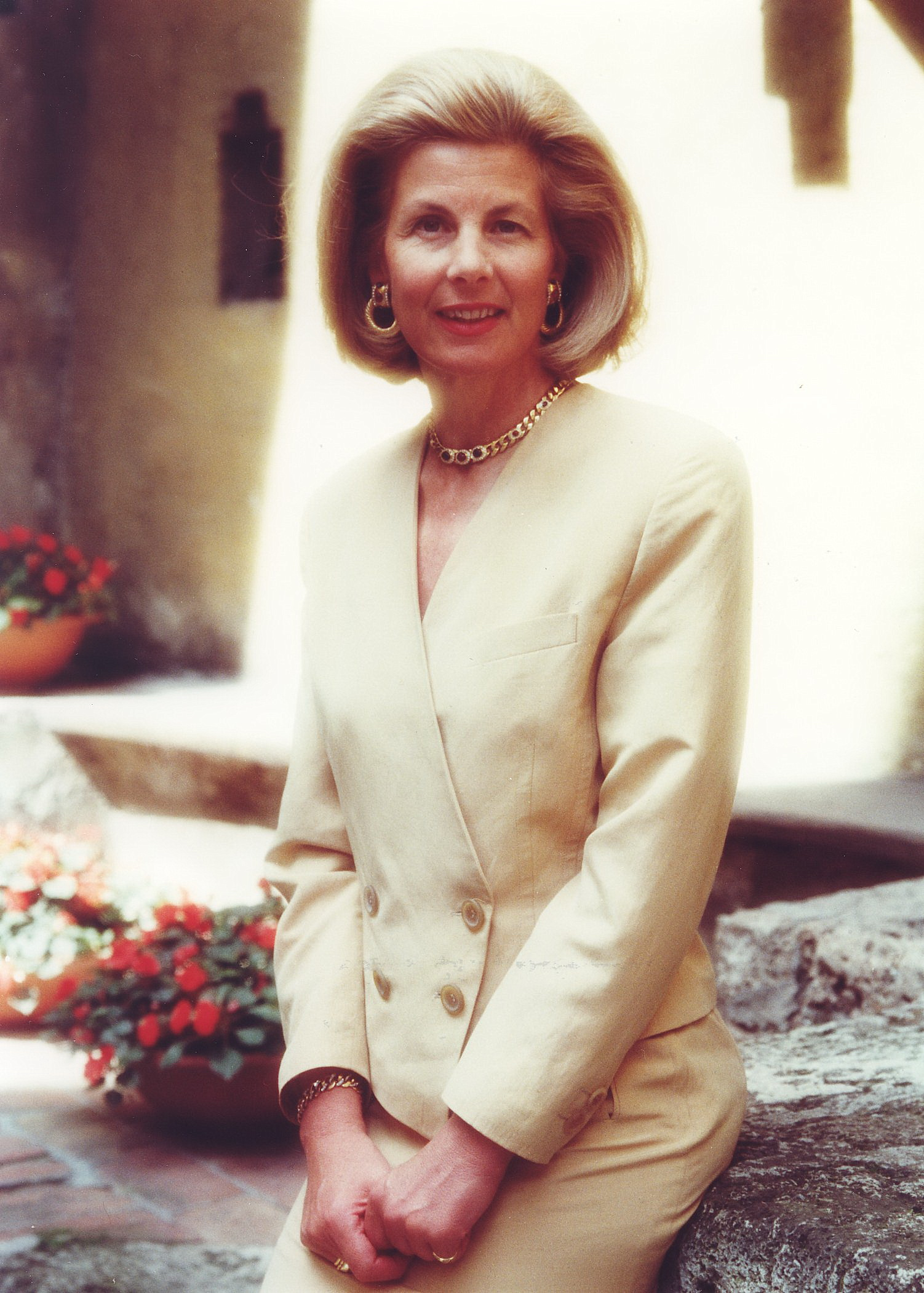

왕비(王妃)는 제후왕의 부인인 비(妃)로서, 궁중에서 대왕대비와 왕대비 다음으로 높은 자리를 차지한다. 또는 왕비를 중궁(中宮) 또는 중전(中殿)이라 부르기도 했다.

## 조선
조선에서 왕비는 국왕의 비(妃)로서 품계는 국왕과 같은 무품이었고, 내명부와 외명부의 수장이었다.

## 베트남
베트남에선 내부적으로 황제국을 표방하였기 때문에 황후(vi:Hoàng hậu)라 칭했으며, 외부적으로는 제후국을 표방하였기 때문에 왕비(vi:Hoàng phi)라 칭했다.

## 같이 보기
- 왕비 (일본 황실)
- 국왕
- 여왕
- 왕후
- 황후
- 황비